# Stèle funéraire de Niederdollendorf

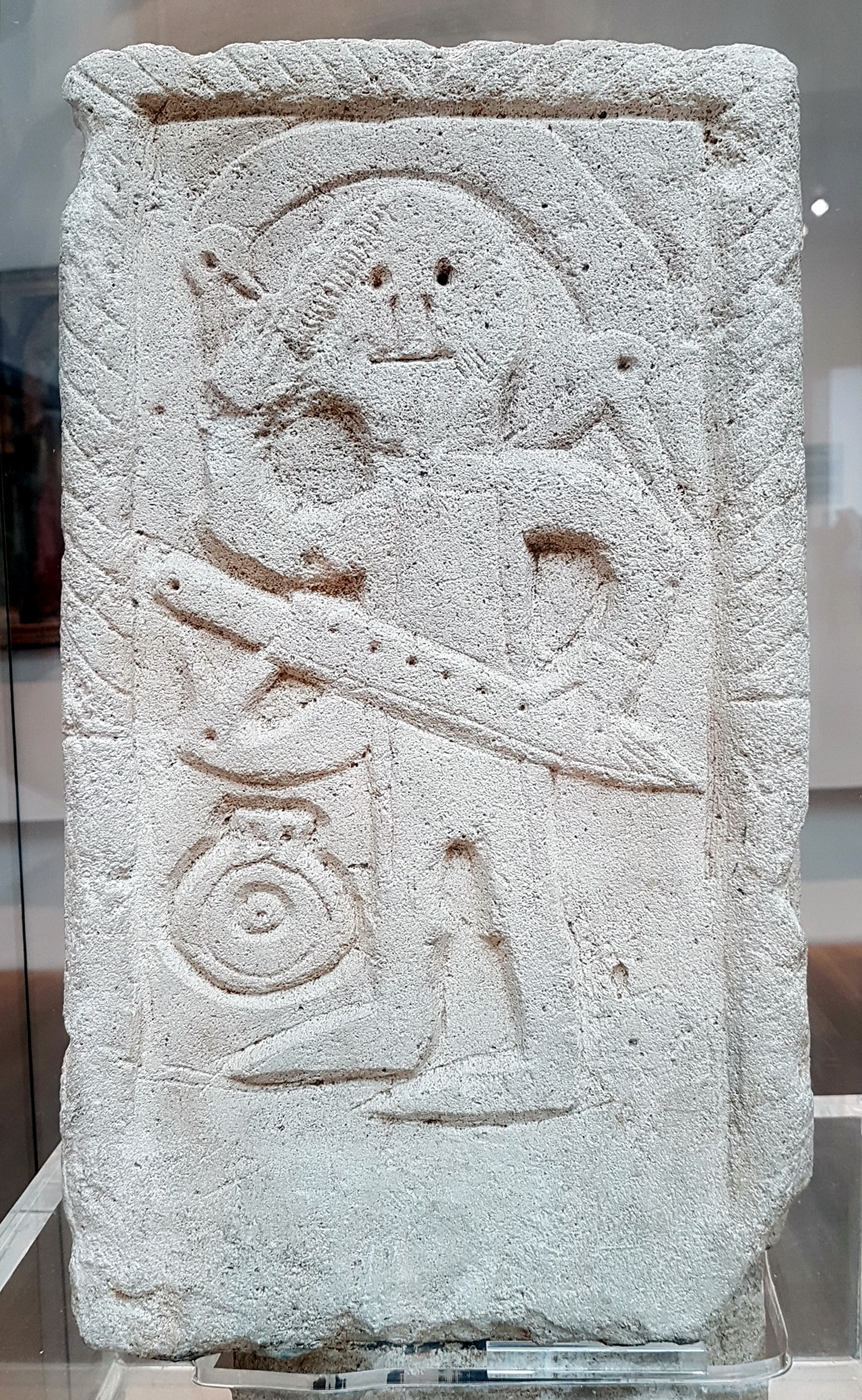
Stèle funéraire

La stèle funéraire de Niederdollendorf a été retrouvée en 1901 lors des travaux de construction d'un site industriel à Niederdollendorf (district de Königswinter en Rhénanie du Nord-Westphalie). Elle constitue un témoignage unique du christianisme primitif en Rhénanie et est actuellement exposée au Rheinisches Landesmuseum Bonn à Bonn. 
En même temps que la stèle ont été découverts des tombeaux en pierre, des armes, des bijoux et des récipients en argile. Étant donné qu'il n'y a pas eu de fouilles archéologiques systématiques, on doit supposer qu'il s'agit là d'un cimetière franconien du VIe ou du VIIe siècle. La stèle en calcaire lorrain, haute de 53 cm, large de 22-25 cm et épaisse de 16-19 cm, est ornée de figures humaines à l'avant et à l'arrière. D'un côté, on trouve le motif d'un homme moustachu qui se peigne les cheveux de la main droite et tient son épée de la main gauche ; de l'autre côté est représentée une personne qui porte une lance et dont la tête est ceinte d'une couronne lumineuse. Le peigne et l'épée indiquent une origine franconienne au VIIe siècle ; la couronne lumineuse et la lance, symboles de sainteté et de pouvoir, rappellent la représentation de Jésus-Christ. 
On trouve sur la stèle funéraire de Niederdollendorf des symboles aussi bien germaniques que chrétiens. Le symbolisme germanique, qui est encore clairement au premier plan, rend cette découverte unique. 